# Reduit (Mainz-Kastel)

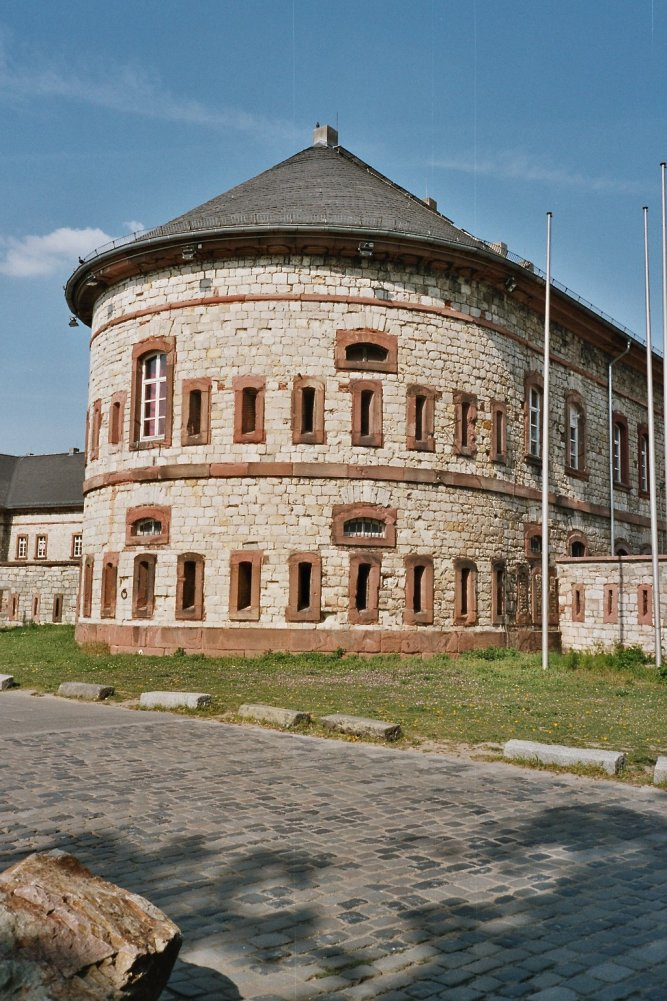
Die detachierte Kaponniere in der Kehle „der Reduit“ am Rheinufer. Nur zur Nahverteidigung mit Schießscharten ausgestattet.

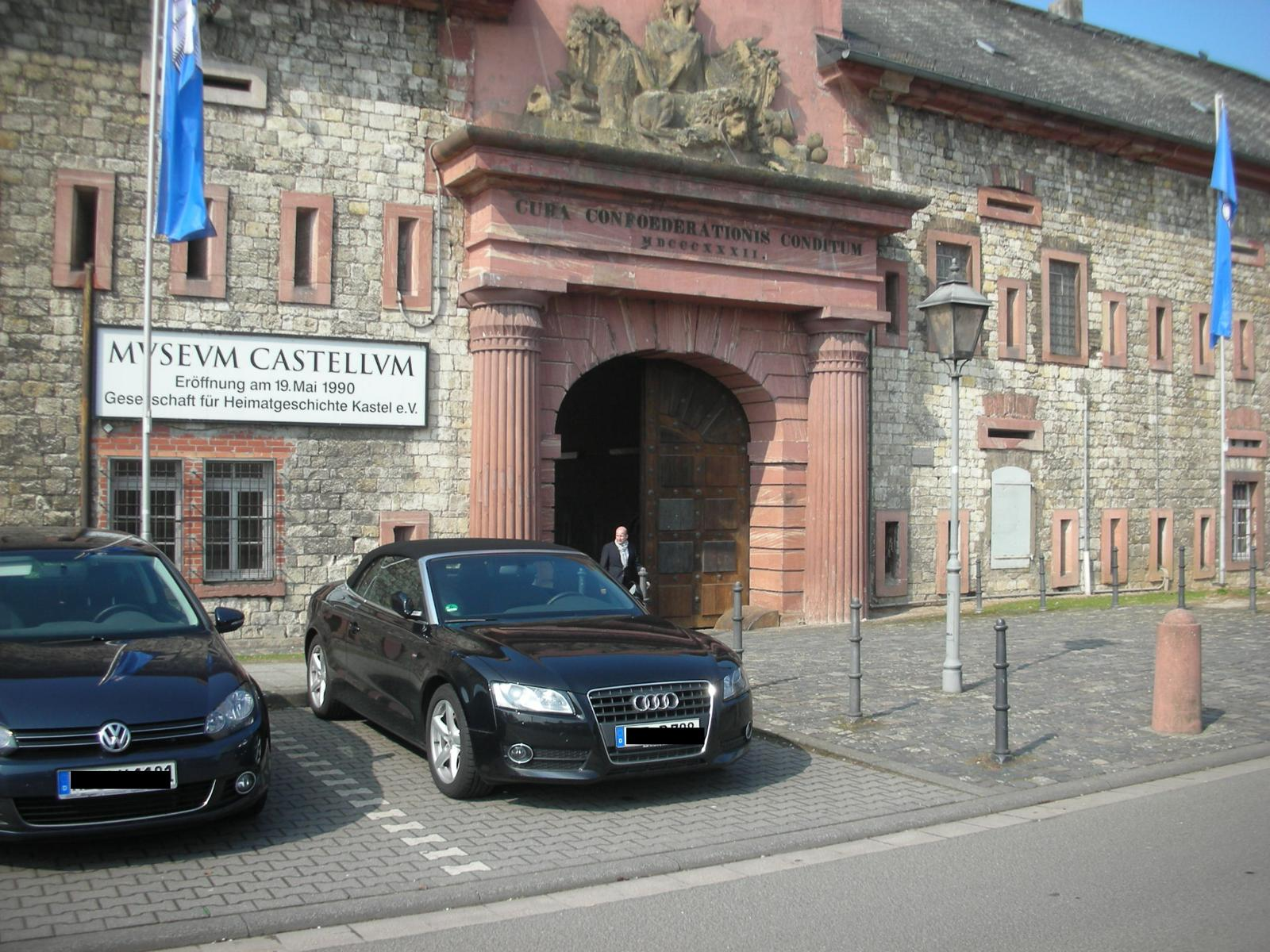
Haupteingang auf der rechten Face des defensiblen Kasernengebäudes „der Reduit“.

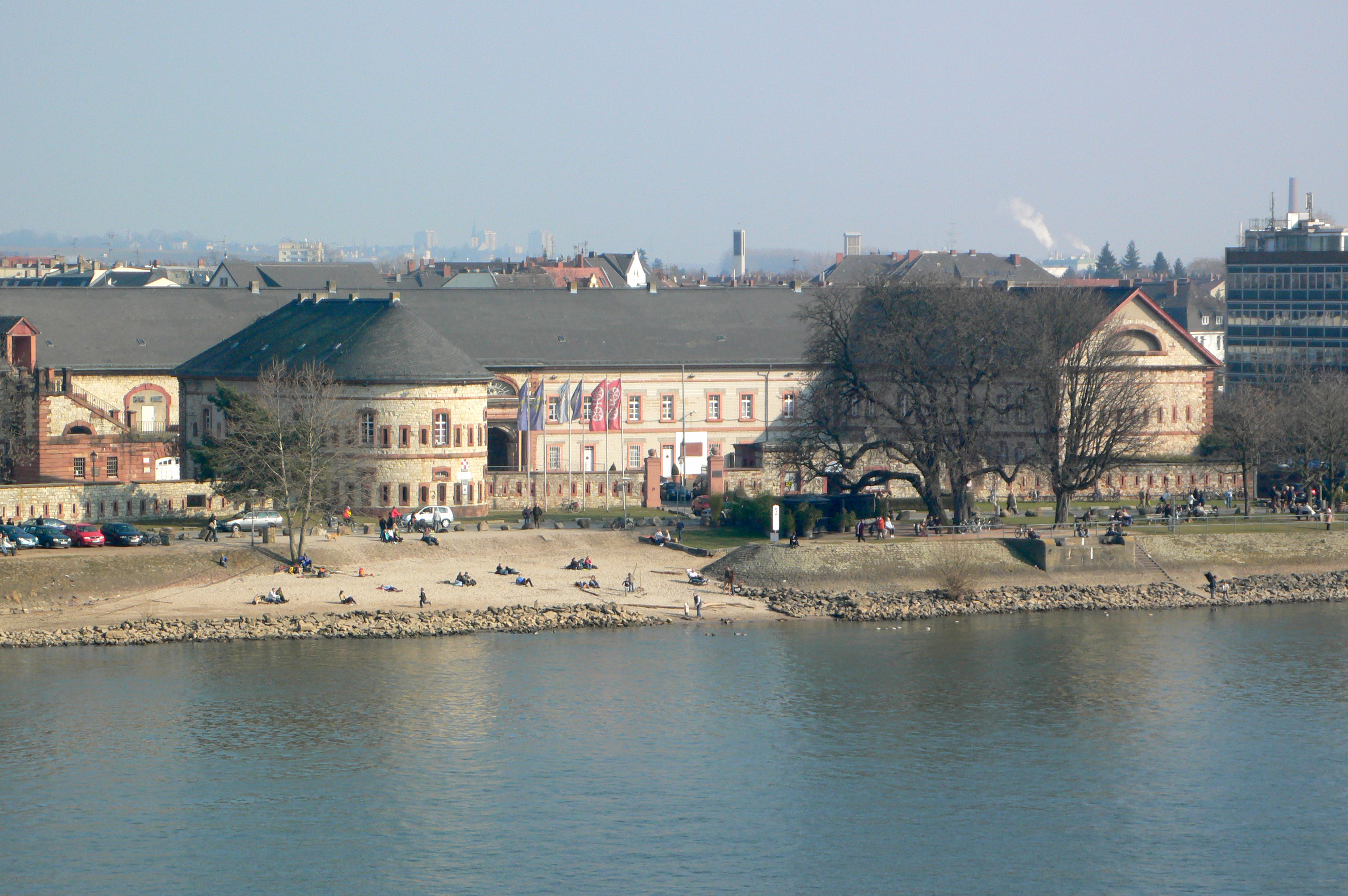
Die Kehle der Reduit-Kaserne („die Reduit“) von der Theodor-Heuss-Brücke aus. Links – d. h. eigentlich in der Mitte – die detachierte Kaponiere, dahinter das defensible Kasernengebäude. Auf der rechten Seite ist die östliche Flanke des Hauptgebäudes zu erkennen.

Blick von der Reduit zum Kasteler Bahnhof 1840

Das heute „die Reduit“ genannte Gebäude in Mainz-Kastel diente ursprünglich als Reduit-Kaserne des Brückenkopfes Kastel der Bundesfestung Mainz (wegen der umgangssprachlichen Verkürzung der ursprünglichen Bezeichnung wird das Reduit heute in Mainz und Wiesbaden allgemein als „die Reduit“ bezeichnet). Das Werk liegt heute im Wiesbadener Stadtteil Mainz-Kastel zwischen dem Rhein und der (ehemaligen) Taunus-Eisenbahn direkt am Bahnhof Mainz-Kastel.

## Zur Baugeschichte und Besatzung
Die Reduit-Kaserne am Rheinufer wurde kurz nach der Vollendung der zwischen 1828 und 1830 neu gestalteten und verstärkten Hauptumwallung von Kastel zwischen 1830 und 1834 von österreichischen Pionieren nach Plänen des Ingenieurgenerals Franz von Scholl unter der Leitung des Ingenieurhauptmanns Christoph von Pittel neben der damaligen Schiffsbrücke über den Rhein errichtet (in der Nähe der heutigen Theodor-Heuss-Brücke). Sie besteht aus einer massiven, zur Verteidigung eingerichteten zweistöckigen Kaserne mit auf den äußeren Seiten krenelierten (d. h. Schießscharten versehenen) Mauern zur Nahverteidigung des Werkes. Ihre leicht bastionierte Front mit zwei langen, im stumpfen Winkel aufeinandertreffenden Facen und zwei kurzen Flanken ist zur Landseite hin nach Norden ausgerichtet. Die Reduit-Kaserne wurde auf einem Pfahlrost von 1800 eichenen Piloten gegründet. Auf der Kehlseite am Rheinufer, durch einen umschlossenen Hof von der eigentlichen Kaserne getrennt, befindet sich eine detachierte Kaponniere, die nur mit einer freistehenden krenelierten Mauer mit den Flanken der defensiblen Kaserne verbunden ist. Das ganze Werk erhält dadurch den Grundriss einer leicht unregelmäßigen Lünette. Direkt hinter der Kaponniere befand sich der Aufgang zur Schiffbrücke nach Mainz, die dadurch vollständig von der Reduit-Kaserne gedeckt war. Vom gegenüberliegenden Ufer des Rheins wurden das Werk und die Schiffsbrücke lediglich von der kleinen „Eisenthor Batterie“ gedeckt (diese befand sich etwa dort, wo das heutige Mainzer Rathaus steht) und von  der Unteren Redoute der Rheinschanze auf der (Insel) Maaraue flankiert.
Den Schlussstein des Tores in der rechten Face des Kasernengebäudes bildet ein Medusenhaupt, das rechts und links von einem Ölzweig bzw. Lorbeerzweig flankiert wird. Oberhalb der Außenseite ruht zwischen Siegestrophäen ein Löwe, der ein Rutenbündel Fasces in den Klauen hält. Darüber ist eine Rüstung mit sechs die deutsche Bundesarmee andeutenden Fahnen angebracht. Darunter steht in Lapidarschrift „Cura confoederationis conditum MDCCCXXXII“.
Zur Zeit des Deutschen Bundes bildeten preußische und österreichische Soldaten die Besatzung der Bundesfestung Mainz. Um 1900 war das 2. Nassauisches Infanterieregiment Nr. 88 der 21. Division dort stationiert.

## Heutige Nutzung des Werkes
Im Zweiten Weltkrieg wurde die Reduit beschädigt, in den 1950er- und 1960er-Jahren wieder hergerichtet, aber nicht vollständig restauriert. Heute sind in ihr mehrere Kasteler Vereine sowie ein Jugendzentrum und das Kasteler Heimatmuseum Museum Castellum untergebracht. Der Innenhof wird im Sommer für Open-Air-Kinos, Konzerte und andere Veranstaltungen genutzt.